# Hasan Cobanli

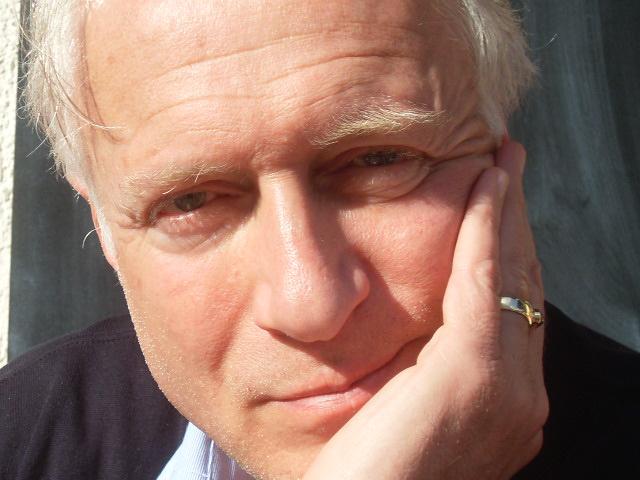
Hasan Cobanli

Hasan Cevat Cobanli (* 29. Oktober 1952 in Istanbul) ist ein deutsch-türkischer Journalist, Autor und Pilot.

## Leben
Sein Vater Hasan Feridun Cobanli (1899–1961) war ein Sohn des osmanischen Generals Cevat Çobanlı (genannt Cevat Pascha), eines Weggefährten von Kemal Atatürk. Seine Mutter Benita geb. von Roon (1922–2010) war eine Ur-Enkelin des preußischen Generalfeldmarschalls Graf Albrecht von Roon.
Cobanli ist mit der Journalistin und Buchautorin Heike, geb. Kottmann, verheiratet, das Ehepaar hat zwei Söhne, Carl Cevat Albrecht (* 2022) und Georg Heinrich Albrecht (* 2024). Aus einer früheren Ehe mit Christina, geb. Gräfin von Rittberg, hat er eine Tochter Antonia Benita Soraya (* 2003). Über die mütterliche Seite ist Cobanli ein Cousin von Alexander zu Schaumburg-Lippe, dem Chef des ehemals regierenden deutschen Fürstenhauses Schaumburg-Lippe.
Cobanli verbrachte seine Kindheit auf dem Besitz „Cevat Pascha Konak“ in Istanbul. Nach dem Abitur absolvierte er die Deutsche Journalistenschule in München. Anschließend durchlief er eine Ausbildung zum Piloten in Deutschland und den USA und arbeitete zeitweise parallel als Journalist und Pilot, später als TV- und Buchautor. Er ist Mitglied der IAOPA, im Deutschen Journalistenverband und im Verein MENSA. Bekanntheit erlangte Cobanli auch durch seine Auftritte als Experte u. a. bei ZDF-History und ARD-alpha. Neben seiner Expertise als Türkei-Kenner ist Cobanli auch ein gefragter Experte zu Themen rund um die internationale Luftfahrt.

## Werke (Auswahl)
- Der halbe Mond (mit Stephan Reichenberger), Langen Müller Verlag, München 2015, ISBN 978-3-7844-3377-6.
- Erdoğanistan: Der Absturz der Türkei und die Folgen für Deutschland, C. H. Beck Verlag, München 2017, ISBN 978-3-406-71344-6.